# Campionati mondiali di sci alpino 1966
I Campionati mondiali di sci alpino 1966, 19ª edizione della manifestazione organizzata dalla Federazione internazionale sci, si svolsero in Cile, a Portillo, dal 5 al 14 agosto. Il programma incluse gare di discesa libera, slalom gigante, slalom speciale e combinata, sia maschili sia femminili.

## Organizzazione e impianti
Furono i primi Mondiali a essere disputati nell'emisfero australe; le gare si disputarono sulle piste Garganta, Juncalillo e Roca de Jack.

## Risultati

### Uomini

#### Discesa libera
| Pos. | Atleta            | Nazione        | Tempo   |
| ---- | ----------------- | -------------- | ------- |
| 1    | Jean-Claude Killy | Francia        | 1:34,40 |
| 2    | Léo Lacroix       | Francia        | 1:34,80 |
| 3    | Franz Vogler      | Germania Ovest | 1:35,16 |
| 4    | Heini Messner     | Austria        | 1:36,02 |
| 5    | Pierre Stamos     | Francia        | 1:36,12 |
| 6    | Bernard Orcel     | Francia        | 1:36,38 |
| 7    | Gerhard Nenning   | Austria        | 1:36,50 |
| 8    | Hans Peter Rohr   | Svizzera       | 1:36,52 |
| 9    | Karl Schranz      | Austria        | 1:36,55 |
| 10   | Stefan Sodat      | Austria        | 1:36,66 |

Data: 7 agosto

Ore: 10.15 (UTC-4)

Pista: Juncalillo

Lunghezza: 2 660 m

Dislivello: 830 m

Porte: 20

Tracciatore: 

#### Slalom gigante
| Pos. | Atleta            | Nazione  | Tempo   |
| ---- | ----------------- | -------- | ------- |
| 1    | Guy Périllat      | Francia  | 3:19,42 |
| 2    | Georges Mauduit   | Francia  | 3:19,93 |
| 3    | Karl Schranz      | Austria  | 3:20,40 |
| 4    | Jakob Tischhauser | Svizzera | 3:20,90 |
| 5    | Jean-Claude Killy | Francia  | 3:21,42 |
| 6    | Willy Favre       | Svizzera | 3:23,02 |
| 7    | Werner Bleiner    | Austria  | 3:23,48 |
| 8    | Dumeng Giovanoli  | Svizzera | 3:24,13 |
| 9    | Léo Lacroix       | Francia  | 3:24,39 |
| 10   | Heini Messner     | Austria  | 3:25,33 |

Pista: Garganta

Lunghezza: 1 240 m

Dislivello: 464 m

1ª manche:

Data: 9 agosto

Ore: 

Porte: 

Tracciatore: Fritz Wagnerberger (Germania Ovest)

2ª manche:

Data: 10 agosto

Ore: 

Porte: 51

Tracciatore: René Sulpice (Francia)

#### Slalom speciale
| Pos. | Atleta            | Nazione        | Tempo   |
| ---- | ----------------- | -------------- | ------- |
| 1    | Carlo Senoner     | Italia         | 1:41,56 |
| 2    | Guy Périllat      | Francia        | 1:42,25 |
| 3    | Louis Jauffret    | Francia        | 1:42,58 |
| 4    | Willy Bogner      | Germania Ovest | 1:43,06 |
| 5    | Ludwig Leitner    | Germania Ovest | 1:43,07 |
| 6    | Jimmy Heuga       | Stati Uniti    | 1:43,69 |
| 7    | Giovanni Dibona   | Italia         | 1:43,82 |
| 8    | Jean-Claude Killy | Francia        | 1:44,40 |
| 9    | Håkon Mjøen       | Norvegia       | 1:44,74 |
| 10   | Rune Lindström    | Svezia         | 1:44,86 |

Data: 14 agosto

Pista: Garganta

Lunghezza: 560 m

Dislivello: 240 m

1ª manche:

Ore: 

Porte: 53

Tracciatore: Othmar Schneider (Cile)

2ª manche:

Ore: 

Porte: 58

Tracciatore: Ermanno Nogler (Italia)

#### Combinata
| Pos. | Atleta             | Nazione        | Punti  |
| ---- | ------------------ | -------------- | ------ |
| 1    | Jean-Claude Killy  | Francia        | 20,92  |
| 2    | Léo Lacroix        | Francia        | 42,13  |
| 3    | Ludwig Leitner     | Germania Ovest | 54,95  |
| 4    | Jimmy Heuga        | Stati Uniti    | 56,71  |
| 5    | Willy Favre        | Svizzera       | 69,61  |
| 6    | Felice De Nicolò   | Italia         | 89,11  |
| 7    | Andrzej Bachleda   | Polonia        | 100,36 |
| 8    | Willi Lesch        | Germania Ovest | 100,42 |
| 9    | Jon Terje Øverland | Norvegia       | 105,45 |
| 10   | Håkon Mjøen        | Norvegia       | 108,75 |

Data: 7-14 agosto

Classifica stilata attraverso i piazzamenti
ottenuti in discesa libera, slalom gigante e slalom speciale

### Donne

#### Discesa libera
| Pos. | Atleta             | Nazione        | Tempo   |
| ---- | ------------------ | -------------- | ------- |
| 1    | Marielle Goitschel | Francia        | 1:33,42 |
| 2    | Annie Famose       | Francia        | 1:34,36 |
| 3    | Burgl Färbinger    | Germania Ovest | 1:34,38 |
| 4    | Suzy Chaffee       | Stati Uniti    | 1:34,77 |
| 5    | Christl Haas       | Austria        | 1:34,81 |
| 6    | Giustina Demetz    | Italia         | 1:34,94 |
| 7    | Margret Hafen      | Germania Ovest | 1:34,98 |
| 8    | Christa Prinzing   | Germania Ovest | 1:35,04 |
| 9    | Heidi Zimmermann   | Svizzera       | 1:35,32 |
| 10   | Jean Saubert       | Stati Uniti    | 1:35,92 |

Data: 8 agosto

Ore: 

Pista: Roca de Jack

Lunghezza: 2 300 m

Dislivello: 648 m

Porte: 

Tracciatore: Othmar Schneider (Cile)

Il titolo era stato assegnato all'austriaca Erika Schinegger,
ma venne revocato nel 1996 in seguito alla squalifica della sciatrice

#### Slalom gigante
| Pos. | Atleta             | Nazione        | Tempo   |
| ---- | ------------------ | -------------- | ------- |
| 1    | Marielle Goitschel | Francia        | 1:22,64 |
| 2    | Heidi Zimmermann   | Austria        | 1:23,81 |
| 3    | Florence Steurer   | Francia        | 1:24,94 |
| 4    | Nancy Greene       | Canada         | 1:25,38 |
| 5    | Annie Famose       | Francia        | 1:25,58 |
| 6    | Giustina Demetz    | Italia         | 1:26,08 |
| 7    | Theres Obrecht     | Svizzera       | 1:26,10 |
| 8    | Ruth Adolf         | Svizzera       | 1:26,37 |
| 9    | Burgl Färbinger    | Germania Ovest | 1:26,93 |
| 10   | Christa Prinzing   | Germania Ovest | 1:27,08 |

Data: 11 agosto

Pista: Garganta

Lunghezza: 1 210 m

Dislivello: 400 m

Ore: 

Porte: 

Tracciatore: Othmar Schneider (Cile)

#### Slalom speciale
| Pos. | Atleta              | Nazione     | Tempo   |
| ---- | ------------------- | ----------- | ------- |
| 1    | Annie Famose        | Francia     | 1:30,48 |
| 2    | Marielle Goitschel  | Francia     | 1:30,95 |
| 3    | Penny McCoy         | Stati Uniti | 1:32,35 |
| 4    | Jean Saubert        | Stati Uniti | 1:32,37 |
| 5    | Cathy Allen         | Stati Uniti | 1:32,77 |
| 6    | Christine Goitschel | Francia     | 1:32,94 |
| 7    | Nancy Greene        | Canada      | 1:33,26 |
| 8    | Wendy Allen         | Stati Uniti | 1:33,44 |
| 9    | Dikke Eger          | Norvegia    | 1:34,69 |
| 9    | Edith Hiltbrand     | Svizzera    | 1:34,69 |

Data: 5 agosto

Pista: Garganta

Lunghezza: 450 m

Dislivello: 200 m

1ª manche:

Ore: 11.00 (UTC-4)

Porte: 52

Tracciatore: Hermann Gamon (Austria)

2ª manche:

Ore: 

Porte: 52

Tracciatore: Flurin Andeer (Svizzera)

#### Combinata
| Pos. | Atleta             | Nazione        | Punti  |
| ---- | ------------------ | -------------- | ------ |
| 1    | Marielle Goitschel | Francia        | 8,76   |
| 2    | Annie Famose       | Francia        | 35,16  |
| 3    | Heidi Zimmermann   | Austria        | 62,91  |
| 4    | Burgl Färbinger    | Germania Ovest | 73,69  |
| 5    | Giustina Demetz    | Italia         | 83,68  |
| 6    | Christa Prinzing   | Germania Ovest | 86,49  |
| 7    | Ruth Adolf         | Svizzera       | 88,86  |
| 8    | Wendy Allen        | Stati Uniti    | 95,79  |
| 9    | Karen Dokka        | Canada         | 143,25 |
| 10   | Divina Galica      | Gran Bretagna  | 163,63 |

Data: 5-11 agosto

Classifica stilata attraverso i piazzamenti
ottenuti in discesa libera, slalom gigante e slalom speciale

## Medagliere per nazioni
| Pos. | Nazione        | Oro | Argento | Bronzo | Totale |
| ---- | -------------- | --- | ------- | ------ | ------ |
| 1    | Francia        | 7   | 7       | 2      | 16     |
| 2    | Italia         | 1   | 0       | 0      | 1      |
| 3    | Austria        | 0   | 1       | 2      | 3      |
| 4    | Germania Ovest | 0   | 0       | 3      | 3      |
| 5    | Stati Uniti    | 0   | 0       | 1      | 1      |